# Osogbo
Osogbo (o Oshogbo o Oṣogbo) è una città nigeriana, capitale dello stato federato di Osun.
La popolazione è in maggioranza Yoruba.
Si trova sul tragitto della linea ferroviaria tra Lagos e Kano.